# Сухая Овсянка
Сухая Овсянка — река в России, протекает в Саратовской и Самарской областях. Устье реки находится в 472 км по левому берегу реки Большой Иргиз. Длина реки составляет 26 км, площадь водосборного бассейна — 87,3 км².

## Данные водного реестра
По данным государственного водного реестра России относится к Нижневолжскому бассейновому округу, водохозяйственный участок реки — Большой Иргиз от истока до Сулакского гидроузла, речной подбассейн реки — подбассейн отсутствует. Речной бассейн реки — Волга от верхнего Куйбышевского водохранилища до впадения в Каспий.
Код объекта в государственном водном реестре — 11010001612112100009728.